# Muhammad Taufik
Muhammad Taufik (* 11. April 1987) ist ein indonesischer Radrennfahrer.
Muhammad Taufik begann seine Karriere 2005 bei dem indonesischen Wismilak Cycling Team, welches eine UCI-Lizenz als Continental Team besaß. Auch im nächsten Jahr fuhr er für die Mannschaft. In der Saison 2010 belegte Taufik bei dem Eintagesrennen Tour de Jakarta den zehnten Platz und bei der Tour d’Indonesia gewann er mit seinem Team Pengprov Issi Daerah Istimewa Yogyakarta die zweite Etappe.

## Erfolge
2010
- eine Etappe Tour d’Indonesia

## Teams
- 2005 Wismilak Cycling Team
- 2006 Wismilak Cycling Team